# Wells (Columbia Británica)
Wells es un municipio distrital canadiense situado en la provincia de Columbia Británica.

## Superficie
Wells tiene una superficie de 158,09 km².

## Demografía
En 2021, tenía 218 habitantes, una densidad poblacional de 1,4 hab./km², y 156 viviendas.